# OR1C1
OR1C1 (англ. Olfactory receptor family 1 subfamily C member 1) – білок, який кодується однойменним геном, розташованим у людей на короткому плечі 1-ї хромосоми.  Довжина поліпептидного ланцюга білка становить 314 амінокислот, а молекулярна маса — 35 042.
| 10         |  | 20         |  | 30         |  | 40         |  | 50         |
| ---------- |  | ---------- |  | ---------- |  | ---------- |  | ---------- |
| MEKRNLTVVR |  | EFVLLGLPSS |  | AEQQHLLSVL |  | FLCMYLATTL |  | GNMLIIATIG |
| FDSHLHSPMY |  | FFLSNLAFVD |  | ICFTSTTVPQ |  | MVVNILTGTK |  | TISFAGCLTQ |
| LFFFVSFVNM |  | DSLLLCVMAY |  | DRYVAICHPL |  | HYTARMNLCL |  | CVQLVAGLWL |
| VTYLHALLHT |  | VLIAQLSFCA |  | SNIIHHFFCD |  | LNPLLQLSCS |  | DVSFNVMIIF |
| AVGGLLALTP |  | LVCILVSYGL |  | IFSTVLKITS |  | TQGKQRAVST |  | CSCHLSVVVL |
| FYGTAIAVYF |  | SPSSPHMPES |  | DTLSTIMYSM |  | VAPMLNPFIY |  | TLRNRDMKRG |
| LQKMLLKCTV |  | FQQQ       |  |            |  |            |  |            |

A: Аланін

C: Цистеїн

D: Аспарагінова кислота

E: Глутамінова кислота

F: Фенілаланін

G: Гліцин

H: Гістидин

I: Ізолейцин

K: Лізин

L: Лейцин

M: Метіонін

N: Аспарагін

P: Пролін

Q: Глутамін

R: Аргінін

S: Серин

T: Треонін

V: Валін

W: Триптофан

Кодований геном білок за функціями належить до рецепторів, g-білокспряжених рецепторів, білків внутрішньоклітинного сигналінгу. 
Задіяний у такому біологічному процесі як поліморфізм. 
Локалізований у клітинній мембрані.